# Sámuel Kornél
Sámuel Kornél (Szilágykövesd, 1883. április 10. – Uzsok, 1914. október 2.) szobrászművész.

## Életpályája
A budapesti Országos Magyar Iparművészeti Iskolában Mátrai Lajos György, majd 1905-től a müncheni képzőművészeti akadémián Balthasar Schmitt tanítványa volt. 1908-ban hazatért és Telcs Ede műtermében dolgozott. 1911-ben olaszországi tanulmányutat tett. Az első világháború kitörését követően frontszolgálatra hívták be, ahol már a harcok kezdetekor hadnagyként, az uzsoki szoros védelmében ellenséges golyótól találva hősi halált halt.

## Művészi pályája
A század eleji magyar szobrászat nagy ígérete volt, azonban tehetségét korai halála miatt nem tudta kibontakoztatni. Elsősorban finom ritmusú, lírai hangú kisplasztikái jelentősek. Formatisztaságra törekvő művein Adolf Hildebrand hatása érződik. Műveivel 1909-től szerepelt kiállításokon. 1910-ben az Országos Magyar Képzőművészeti Társulat kiállításán Női akt című tanulmányával elnyerte a Harkányi-díjat. Hagyatéki kiállítását az Ernst Múzeum rendezte 1915-ben. Számos művét a Magyar Nemzeti Galéria őrzi.

### Főbb művei
- kisplasztikák:
  - Női akt
  - Merengő
  - Bánat
  - Fortuna
  - Éva
  - Nárcisszus
  - Pénzt olvasó nő
  - Dávid
- köztéri alkotások
  - A kiskunhalasi Kolozsváry-Kiss ház (ma Thorma János Múzeum) épületének díszítőszobrai (Szamovolszky Ödönnel)
  - Menekülő férfi (Kiskunhalas, felállítva: 1955)

A Magyar Nemzeti Galéria gyűjteményében lévő kisplasztikái közül háromnak a képe látható a „Képzőművészet Magyarországon a kezdetektől a XX. század közepéig” honlapon.

## Külső hivatkozások
- Sámuel Kornél a Képzőművészet Magyarországon honlapon
- Sámuel Kornél a Magyar életrajzi lexikonban
- Lázár Béla: Sámuel Kornél (Művészet, 1914, 8. szám)
- Sámuel Kornél Menekülő férfi című szobra Kiskunhalason. Köztérkép.hu Szórád Péter műlapja